# Claudia Herrera
Claudia Gabriela Herrera Muñoz (24 de junio de 1997) es una futbolista chilena que juega como mediocampista en el Club Universidad de Chile y en la selección femenina de Chile.

## Carrera
Herrera es producto de las inferiores de Santiago Wanderers y jugó en el primer equipo entre 2016 y 2018. Posteriormente, fichó por Everton.
En 2022 se mudó a Santiago y se incorporó a Palestino. En la temporada 2023 disputó 18 partidos y marcó 3 goles.
En enero de 2024 fichó por Universidad de Chile.

## Carrera internacional
Recibió su primera convocatoria para la selección de Chile en septiembre de 2023 bajo la dirección de Luis Mena e hizo su debut en la victoria por 3-0 sobre Nueva Zelanda en el mismo mes.